# Этьен д’Альбре
Этьен (Стефан) д’Альбре (де Лебре) (фр. Etienne d’Albret, лат. Stephanus de Lebret; ум. после 17 сентября 1126) — архидьякон в Базасе в 1126 году, вероятно сын Аманье III д’Альбре.
По реконструкции Ж. де Жургена, Этьен был сыном Аманье III д’Альбре. 
Этьен выбрал духовную карьеру. В 1124 году он присутствовал при освящении аббатства Фон-Гиллен рядом с Флоржаком. В 1125 году он по приглашению короля Арагона и Наварры Альфонсо I Воителя отслужил первую мессу в церкви Наварры и освятил кладбище. 17 сентября 1126 года Этьен упоминается как архидьякон в База. После этого о нём ничего не известно, возможно он умер вскоре после этого.